# Chengbei, Duanzhou
Chengbei (kinesiska: 城北) var ett stadsdelsdistrikt i staden Zhaoqing i provinsen Guangdong i sydöstra Kina. Det låg i stadsdistriktet Duanzhou.
År 2013 upphörde distriktet och området delades på stadsdelsdistriktet Chengxi och Chengdong. 
Antalet invånare vid folkräkningen 2010 var 48 081.